# Marcel Amont
Marcel Amont (Bordeaux, 1º aprile 1929 – Saint-Cloud, 8 marzo 2023) è stato un cantante e attore francese.

## Biografia
Nato a Bordeaux il 1 aprile 1929, figlio di Modeste Miramon, dipendente delle ferrovie, e Romélie Lamazou, infermiera. Fu incerto, dopo il diploma di maturità, tra la cattedra di educazione fisica e il Conservatorio di arte drammatica. La commedia e, infine, la canzone, prevalgono sullo sport. Dopo aver visitato le arti di Bordeaux, si è rivelato al pubblico a Parigi alla fine degli anni Cinquanta, dove si è progressivamente fatto un nome nella maggior parte dei cabaret delle due rive della Senna (Villa d'Este, Fontaine des 4 saisons, ecc.). Da giovane era appassionato di musica jazz e pop.
Nel 1951, Marcel Amont decise di tentare la fortuna a Parigi e divenne famoso esibendosi in diversi cabaret. Per molti anni, Marcel tali benefici prima di 1956 per garantire le prime parti di Edith Piaf, consentendole di diventare rapidamente la rivelazione dell'anno e la sua prima registrazione in pubblico, che consente di ottenere il romanzo Gran Premio Novel l'Accademia francese di Charles Cros. Un successo che apre le porte al cinema e diventerà con Brigitte Bardot in La sposa è troppo bella.
Il 1956 è l'anno miracoloso. In Olympia, tagliata nella prima parte di Édith Piaf: prima assunto come "complemento del programma", "rivelazione dell'anno" sacro e termina cinque settimane più tardi al secondo posto sul poster. Incoraggiato da questo successo in pubblico, ha registrato il suo primo album in pubblico e riceve il premio del Cros dell'Accademia Charles in compagnia di Serge Gainsbourg e Juliette Gréco e nel processo, debutto cinematografico al fianco di Brigitte Bardot in Sposa è troppo bella. Vediamo spesso Marcel Amont nel famoso show televisivo 36 chandelles.
Attraverso i suoi ruoli nei film La mariée est trop belle (1956) (insieme a Brigitte Bardot) e La conduite à gauche (1961), Marcel ha acquisito notorietà in Francia. Ha firmato un contratto discografico Polydor Records nello stesso anno, quando ha pubblicato il suo primo singolo Escamillo. Nel 1957 pubblicò il suo primo album intitolato Marcel Amont e in Bleu, blanc, blond. Una divulgazione della fine degli anni Cinquanta, Marcel oltre 100 collega le date nel 1962 sul palco Bobino e due album: Tout doux tout doucement (1959) e Bleu, bland, blond (1959).
All'inizio degli anni Sessanta, Amont sviluppò una carriera prolifica ottenendo oltre 5 album d'oro e ottenendo successi come «Les Bleuets d'Azur» e «Le balayeur du roy». Ha anche registrato il suo successo, che è stato venduto in 80 milioni di copie «Dans le coeur de ma bionda» nel 1961. Dall'ottobre 1961 è nel cast del programma televisivo Studio Uno. L'anno seguente ha reso popolare la canzone composta da Charles Aznavour, "Un mexicain", che ha raggiunto anche il numero uno in Francia. Da quel momento in poi, il pubblico lo conobbe come il cantante più prolifico del mondo francofono, sebbene fosse dietro a Charles Aznavour e Gilbert Bécaud.
In quello stesso anno nel 1962, ha offerto la sua prima mostra personale a Bobino per 3 mesi e mezzo, ha venduto; Oltre ai suoi testi, crea diverse canzoni firmate da Claude Nougaro (Le Balayeur du Roy, Penholder, Tango of Twins, Le Jazz et la Java). Ha fatto il suo primo tour nel 1963 a Lussemburgo in concerto. Subito pubblicato un altro album Fantaisie Sur Des Airs D 'Opérettes con 14 canzoni. Nel 1965, è tornato a Olympia per cinque settimane. Innovazione molto evidente: nella sua messa in scena, si è evoluta intorno ad essa con i ballerini. Continuò a registrare 45rpm records fino al 1969. Il 1 ° ottobre 1967, ha ospitato il primo spettacolo televisivo a colori nella storia della televisione francese (Amont Tour).
Negli anni Settanta ha cambiato la sua etichetta discografica CBS Records e ha pubblicato il suo primo album intitolato Amont-Tour. Nel 1970, all'Olympia, sempre in compagnia dei suoi ballerini e coristi, si circonda di specialisti e usa schermi giganti per alcune scene. Il successo è tale che lo spettacolo dura 5 settimane. Quindi incarna il giovane cantante dinamico, sorridente e leggero, il repertorio scenico e popolare. Sta preparando un musical e, per questo motivo, rifiuta le offerte di un produttore americano e della BBC. L'anno successivo Amont pubblicò un altro successo che fu venduto in 50 milioni di copie dal titolo "L'amour ça fait passer le temps" nel 1971.
Come molti dei principali artisti degli anni Sessanta e Settanta, gli anni Ottanta sono duri nel piano mediatico francese, ma per oltre due decenni, la natura molto visiva della loro arte ha aperto le porte all'aria aperta (touring Japan , Russia, recital alla Gould Foundation di San Francisco, Studio One a Roma per un anno, ecc.). Mette in musica due testi di Georges Brassens (Una piccola Eva in eccesso, Il vecchio fossile), che ha vinto nel 1976 "Le chapeau de Mireille". Nel 1980, ha fatto parte dei candidati per la preselezione francese per l'Eurovision Song Contest con la canzone Camarade Vigneron. Il 23 marzo, durante la proiezione finale su TF1, da Evelyne Dhéliat, che occupa il 4 ° posto 6 candidati seguenti i voti dei telespettatori.
Nel piano francese, si tratta di una nuova vita negli anni 2000 e nel 2006, ritorna con un nuovo album differenza di tempo tra Francesco Dreyfus, la firma di duetti con Jaoui, Gérard Darmon, Didier Lockwood, Bireli Lagrene. Nel 2007, ha trovato Olympia, a 50 anni dalla sua prima visita. Alla fine del 2008, ha partecipato all'album per bambini di Guillaume Aldebert intitolato Enfantillages. Per due anni, è una delle stelle di giro Tender Age, idoli del tour per le stagioni 3 e 4. Nel mese di ottobre del 2009, ha celebrato il suo 80 ° anniversario con una serie di 'considerando grande commedia a Parigi. Nel 2010, ha partecipato album dei bambini Les Larmes Emma Daumas coccodrillo, scrivendo diversi testi e cantare un duetto con elle, con la musica di suo figlio Mathias Miramon.
Nel 2012, in seguito alla pubblicazione di un libro di memorie dal titolo Al tempo passa Boulevard (Ediciones Pirot) ha pubblicato "nevicata", un libro illustrato le immagini principalmente dagli album personali (Editions Didier Carpentier). Ritorna a Parigi all'Alhambra il 25 novembre per celebrare la sua carriera di oltre 60 anni. Offre uno spettacolo animato e sorprendentemente moderno, tra stand up e canto, in una lega di successi noti al grande pubblico, piccoli capolavori scenici e titoli più recenti, che deliziano il suo pubblico fedele e una nuova generazione di spettatori. Nel 2013, la sua canzone Il ha la maglia gialla appare sulla colonna sonora del film La Grande Boucle diretto da Laurent Tuel.
Lo stesso anno, ha partecipato nel video "Because the Night", una canzone del gruppo Les Marguerites contro l'Alzheimer progettati per combattere la malattia. Nel gennaio 2014, Marianne Melodie / Universal Music ha pubblicato un doppio CD Antologico (successo dal 1959 al 1975). Nel marzo 2014, lascia il suo settimo libro, Lettera agli amici, che raccoglie lettere fittizie inviate alle persone che ama e la maggior parte delle quali ha incontrato. Tra i destinatari: Charles Aznavour, Maurice Chevalier, Yves Montand, Alain Souchon, François Morel, Antoine de Caunes, tra gli altri. Ha pubblicato un'autobiografia nel 2015.
Da novembre 2016 a febbraio 2017, ha partecipato al decimo anniversario di "Age tendre, il tour degli idoli", insieme a Gérard Lenorman, Sheila, Hugues Aufray, tra gli altri. Nel 2018, lo stand-up inizia con un nuovo spettacolo "Marcel dice e canta Amont", nel quale si fida come un umorista, tracciando la sua vita dal sud-ovest natio fino ad oggi. Esso è smaltato dei suoi più grandi successi e nuove canzoni, che siano o meno tuoi e che migliorino la storia. Attualmente è noto anche per essere stato il primo cantante francese a Cantare a Biarnes da quando nel 1979 ha pubblicato il suo album Que canta en "bearnés".
È stato premiato nel 2001 con il titolo di Cavaliere della Legione d'Onore. Nel 2017 ha celebrato 65 anni di carriera artistica, continua a tenere concerti con località esaurite e vendere dischi. Le vendite superano i 35 milioni di copie, diventando così il terzo cantante francese più venduto nella storia della musica del paese, dietro a Michel Sardou e Johnny Hallyday. È morto l'8 marzo 2023 a 93 anni a Saint-Cloud.

## Discografia

### Album studio
- 1957: Marcel Amont
- 1958: À L'Olympia
- 1962: Récital 1962
- 1965: Olympia 64
- 1967: Olympia 67
- 1970: Amont-Tour
- 1976: A Bobino
- 1976: Grands Succés Vol. 1
- 1979: Un Autre Amont
- 1982: D'hier D'aujourd'hui
- 2000: Le Meilleur De Marcel Amont
- 2006: Décalage Horaire
- 2013: Deluxe: Les grands succès
- 2014: Anthologie 1959 - 1975

### Singoli
- 1956: Escamillo (Georges Coulonges / C. Roi)
- 1958: Julie (J. Datin - M. Vidalin)
- 1958: Mon manège à moi (N. Glanzberg - J. Constantin)
- 1959: Come Softly to Me|Tout doux, tout doucement (Gretchen Christopher - Pierre Delanoë)
- 1959: Bleu blanc blond (Jean Dréjac / H. Green)
- 1960: Les bleuets d'azur (J. Larue / G Magenta)
- 1961: Dans le cœur de ma blonde (Jean Dréjac / N. Petty)
- 1961: La chanson du grillon (The cricket song) (Jean Dréjac)
- 1962: Un Mexicain (J. Plante / Charles Aznavour)
- 1963: Moi le clown (J.Mareuil - Ch. Aznavour)
- 1964: Dans le cœur de ma blonde (Jean Dréjac)
- 1965: Maria et le pot au lait (M. Amont)
- 1965: Au bal de ma banlieue (Jean Dréjac)
- 1970: Le monsieur qui volait (Claude Nougaro / M. Amont ])
- 1971: L'amour ça fait passer le temps (Rivat - Thomas / Vincent)
- 1971: Monsieur (G. Thibault / J. Renard)
- 1971: Benjamin le Bienheureux ( Y. Dessca / E. Charden)
- 1971: C'est aujourd'hui dimanche (Bernard Estardy - Jean-Michel Rivat / F. Thomas)
- 1974: Y a toujours un peintre (JM. Rivat- R. Vincent)
- 1974: Le chapeau de Mireille (Georges Brassens)
- 1975: Les artistes (M. Amont - J. Revaux / R. Vincent)
- 1976: La musique est de retour (M. Amont - M. Jourdan /Gustin)
- 1977: On ne guérit pas de son enfance (M. Amont / M. Cywie)
- 1979: Viennois (Alain Souchon)
- 1979: Paris rombière (Cavanna / R. Vincent)
- 1979: Pour traverser la rivière (Gilles Vigneault)
- 1979: La galère (Maxime Le Forestier / Julien Clerc)
- 1982: Demain j'arrête de fumer (Amont)
- 1985: Le tam-tam des gorilles
- 1991: Sympathiq' (M. Amont)
- 2006: Démodé (M. Amont / P. Loffredo)
- 2009: Il a neigé (M. Amont / M. Miramon)

## Filmografia

### Cinema
- La sposa troppo bella (La mariée est trop belle), regia di Pierre Gaspard-Huit (1956)
- Conduite à gauche, regia di Guy Lefranc (1962)
- Les Maîtres du soleil, regia di Jean-Jacques Aublanc (1984)
- L'Orsalhèr, regia di Jean Flechet (1984)

### Televisione
- Molière pour rire et pour pleurer - miniserie TV (1973)
- Les Maudits Rois Fainéants - miniserie TV (1973)
- La Veuve rouge, regia di Édouard Molinaro - film TV (1983)
- Maguy - serie TV, episodio 1x19 (1986)
- Aïcha - serie TV, episodio 1x04 (2012)
- Benjamin Lebel - Delitti D.O.C. (Le Sang de la vigne) - serie TV, episodio 4x03 (2014)